# Regina Resnik
Regina Resnik (Nova Iorque, 30 de agosto de 1922 — Nova Iorque, 9 de agosto de 2013) foi uma cantora estadunidense.
Meio-soprano, estreou-se na sua cidade natal com Macbeth de Giuseppe Verdi (1942) e cantou pela primeira vez no Metropolitan Opera uma outra ópera de Verdi, Aida (1944).
Desenvolveu uma carreira internacional que a levou à Europa e aos estúdios de gravação tornando-se uma das melhores intérpretes de Carmen de Bizet, que gravou em 1962 sob a regência de Thomas Schippers, ao lado de Mario del Monaco, Tom Krause e Joan Sutherland. Foi a intérprete-criadora do papel de Dalila de The Warriors, de Bernard Rogers.
Foi primeiramente cotada como soprano e depois como mezzo-soprano.
Em sua discografia destacam-se sucessos em Elektra, de Richard Strauss, com Birgit Nilsson e sir George Solti, além de Un ballo in Machera, de Verdi, com Luciano Pavarotti, entre outros.
Até hoje é uma das maiores mezzo-sopranos do mundo, e não raro seus CDs até hoje são relançados.